# 田從典
田从典（1651年—1728年），字克五，号峣山，山西阳城东关人。清朝康熙、雍正年间政治人物。

## 生平
田从典自幼即有才名，十岁即能作文。康熙二十三年（1684年）甲子科乡试中举人。康熙二十七年戊辰科（1688年）三甲进士。授广东英德县知县，历任御史、右通政参议、光禄寺卿、副都御史等职，升户部尚书。雍正元年（1723年），转吏部尚书。次年升协办大学士。雍正三年（1725年），升文华殿大学士，仍兼吏部尚书。雍正六年（1728年）三月，因病请辞，获准，并加太子太师衔致仕。于回乡途中行至良乡驿时，疾病加剧而病逝，享年七十八岁。世宗派专人为其治丧，命地方官员护送灵柩归里，并赐祭葬。谥文端。

## 延伸阅读
[在维基数据编辑]
 《清史稿·卷289》，出自趙爾巽《清史稿》